# Gustav Hartlaub

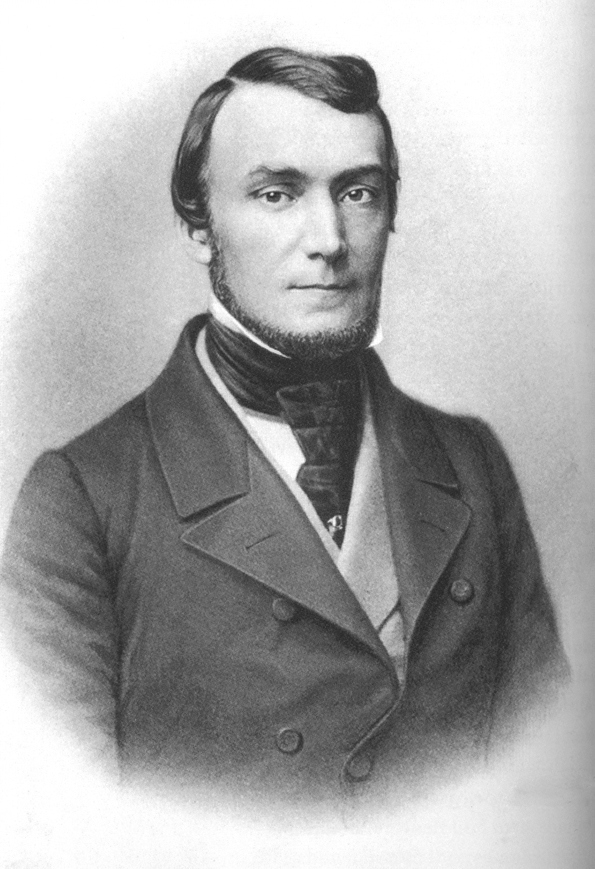
Gustav Hartlaub

Carl Johann Gustav Hartlaub (* 8. November 1814 in Bremen; † 20. November 1900 in Bremen) war ein deutscher Arzt und Ornithologe.

## Leben
Hartlaub studierte zunächst an der Rheinischen Friedrich-Wilhelms-Universität Medizin. 1837 wurde er im Corps Guestphalia Bonn recipiert. Als Inaktiver wechselte er an die Friedrich-Wilhelms-Universität zu Berlin und die Georg-August-Universität Göttingen. 1838 wurde er zum Dr. med. promoviert. Auf seinen anschließenden Reisen begann er 1840 mit dem Sammeln und Erforschen exotischer Vögel, die er dem Museum der Naturhistorischen Gesellschaft in Bremen vermachte. Bereits 1844 umfasste die Sammlung rund 2000 Exemplare. Einige Vogelarten beschrieb Hartlaub als erster. 1852 gründete er mit seinem Assistenten Jean Louis Cabanis das Journal für Ornithologie, die bis heute führende deutschsprachige Fachzeitschrift. Im Jahr 1857 wurde Hartlaub in die Deutsche Akademie der Naturforscher Leopoldina gewählt.
1857 veröffentlichte er nach einer Afrikareise sein Hauptwerk System der Ornithologie Westafrica’s, in dem er 758 Vogelarten beschreibt. 1860 folgt eine Systematische übersicht der Vögel Madagascars. Friedrich Hermann Otto Finsch (1839–1917) unterstützte er schließlich bei einem Werk über die Vogelwelt Polynesiens.
In der Zeit von April 1878 bis September 1887 war er in der Nachfolge von Gustav Woldemar Focke Vorsitzender des  Naturwissenschaftlichen Vereins zu Bremen.

## Familie
Der Vater Hartlaubs war der wohlhabende Bremer Kaufmann und Senator Carl  Hartlaub (1792–1874). Seine Mutter war die gebildete und kunstsinnige Johanna Elisabeth Hartlaub geb. Buch (1786–1867), die in ihrem Hause einen literarischen Salon unterhielt. Sie war die Tochter des Bremer Pastors Philipp Ludwig Buch. Beide heirateten im Jahr 1813. Im Zeitraum von 1814 bis 1823 gebar die Mutter fünf Kinder. Die einzige Schwester Hartlaubs war Caroline „Lina“ Dorothea Elisabeth (1820–1875), verheiratet mit Wilhelm von Eisendecher.
Am 9. Juni 1844 ehelichte Gustav Hartlaub in Bremen Caroline „Lina“ Stachow (1824–1900), mit der er sechs Kinder hatte.

## Mitgliedschaften
1840 wurde er von Charles Parzudaki (1806–1889) als Mitglied Nummer 186 der Société Cuvierienne vorgestellt.

## Artennamen

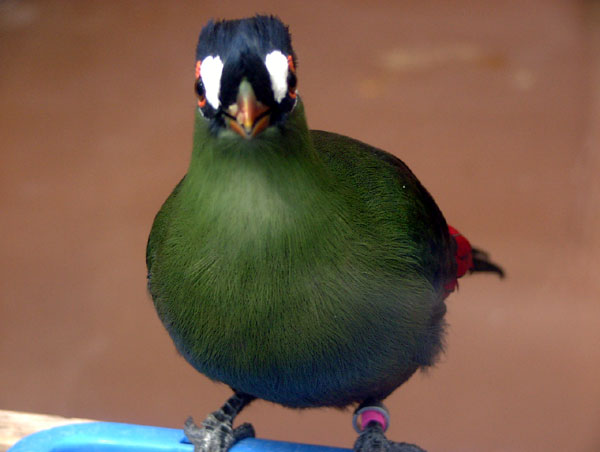
Hartlaubturako (auch als Seidenturako bekannt)

Nach Hartlaub wurde eine Reihe von Vögeln benannt:
- Die Hartlaubente (Pteronetta hartlaubii), 1863[9] durch John Cassin
- Der Weißbürzeldrossling (Turdoides hartlaubii), 1868[10] durch José Vicente Barbosa du Bocage
- Die Hartlaubtrappe (Lissotis hartlaubii), 1863[11] durch Theodor von Heuglin
- Die Hartlaubmöwe (Larus hartlaubii), 1855[12] durch Carl Friedrich Bruch
- Die Hartlaubwida (Euplectes hartlaubi), 1878[13] durch Bocage
- Der Hartlaub-Nektarvogel (Nectarinia hartlaubii), 1857[14] durch Hartlaub selbst. Den Namen hatte er aus einem Manuskript von Jules Verreaux.
- Der Hartlaubturako (Tauraco hartlaubi), 1884[15] durch Anton Reichenow und Gustav Adolf Fischer
- Der Hartlaubfrankolin (Francolinus hartlaubi), 1869[16] durch José Vicente Barbosa du Bocage
- Der Hartlaub-Zwergohreule (Otus hartlaubi), 1872[17] durch Christoph Gottfried Giebel (Synonym; Athene leucopsis Hartlaub, 1849)
- Der Türkispitpit (Dacnis hartlaubi), 1855[18] durch Philip Lutley Sclater.

## Publikationen
- Notices ornithologiques. In: Revue Zoologique par La Société Cuvierienne. Band 7, 1844, S. 369–370 (biodiversitylibrary.org).
- Nouvelles espèces d'oiseaux de L'Inde. In: Revue Zoologique par La Société Cuvierienne. Band 7, 1844, S. 401–403 (biodiversitylibrary.org).
- Description de cinq nouvelles espèces d'Oiseaux de l'Afrique occidentale. In: Revue et magasin de zoologie pure et appliquée (= 2. Band 1). 1849, S. 494–498 (biodiversitylibrary.org).
- Versuch einer synoptischen Ornithologie Westafrica's. In: Journal für Ornithologie. Band 2, Nr. 8, 1854, S. 97–128 (biodiversitylibrary.org).
- System der Ornithologie Westafrica's. C. Schünemann, Bremen 1857 (biodiversitylibrary.org).
- Monographie der Glanzstare (Lamprotornithinae) Afrika's. In: Journal für Ornithologie. Band 7, Nr. 37, 1859, S. 1–36 (biodiversitylibrary.org).
- Zusatz zur Monographie der Glanzstare (Lamprotornithinae). In: Journal für Ornithologie. Band 7, Nr. 38, 1859, S. 110–111 (biodiversitylibrary.org).
- Ueber Bradyornis Smith and Sigelus Cab. In: Journal für Ornithologie. Band 7, Nr. 41, 1859, S. 321–325 (biodiversitylibrary.org).
- Ueber Eurinorhynchus pygmaeus (Lin.). In: Journal für Ornithologie. Band 7, Nr. 41, 1859, S. 325–329 (biodiversitylibrary.org).
- Systematische Übersicht der Vögel Madagascars. In: Journal für Ornithologie. Band 8, Nr. 43, 1860, S. 1–16 (biodiversitylibrary.org).
- Systematische Übersicht der Vögel Madagascars. In: Journal für Ornithologie. Band 8, Nr. 44, 1860, S. 81–112 (biodiversitylibrary.org).
- Systematische Übersicht der Vögel Madagascars. In: Journal für Ornithologie. Band 7, Nr. 45, 1860, S. 161–180 (biodiversitylibrary.org).
- On Five New Species of Birds from the Feejee Islands. In: The Ibis. Band 2, Nr. 6, 1866, S. 171–173 (biodiversitylibrary.org).
- Ueber eine neue Numida. Nach brieflicher Mittheilung von Jules Verreaux. In: Journal für Ornithologie. Band 15, Nr. 85, 1867, S. 36–37 (biodiversitylibrary.org).
- mit Otto Finsch: Beitrag zur Fauna Centralpolynesiens. Ornithologie der Viti-, Samoa- und Tonga-Inseln. H. W. Schmidt, Halle 1867 (biodiversitylibrary.org).
- Die Vögel Madagascars und der benachbarten Inselgruppen. Ein Beitrag zur Zoologie der äthiopischen Region. H. W. Schmidt, Halle 1877 (biodiversitylibrary.org).
- Vorläufiges über einen neuen Webervogel. In: Journal für Ornithologie (= 8). Band 28, Nr. 151, 1880, S. 325 (biodiversitylibrary.org).
- mit Philip Lutley Sclater: On the Birds collected in Socotra by Prof. I. B. Balfour. In: Proceedings of the Scientific Meetings of the Zoological Society of London for the Year 1881. Part I, 1881, S. 165–175 (biodiversitylibrary.org).